# Pagliacci (film 1936)
Pagliacci è un film del 1936, diretto da Karl Grune.